# Krasnopolianski
Krasnopolianski (del ruso: Краснополянский) es un posiólok del raión de Krasnoarméiskaya del krai de Krasnodar, en Rusia. Está situado en las tierras bajas de Kubán-Azov, al inicio del delta del Kubán, 18 km al sudeste de Poltávskaya y 60 km al oeste de Krasnodar. Tenía 429 habitantes en 2010
Pertenece al municipio Oktiábrskoye.